# 小刺鎧蝦
小刺鎧蝦（学名：Munida leptitis）为鎧甲蝦科刺鎧蝦屬下的一个种。